# دامینیک مسینجر
دامینیک مسینجر (انگلیسی: Dominic Messinger) موسیقی‌دان و آهنگساز اهل ایالات متحده آمریکا است.
از فیلم‌ها یا مجموعه‌های تلویزیونی که وی در آن‌ها نقش داشته‌است، می‌توان به سانست بیچ، دنیایی دیگر و سانتا باربارا اشاره نمود.